# Dopolavoro Dipendenti Municipali La Spezia 1942-1943
Questa voce raccoglie le informazioni riguardanti il Dopolavoro Dipendenti Municipali La Spezia nelle competizioni ufficiali della stagione 1942-1943.

## Rosa
| N. |                   | Ruolo | Calciatore          |
| -- | ----------------- | ----- | ------------------- |
|    | Italia (bandiera) | P     | Pasquale Esposito   |
|    | Italia (bandiera) | D     | Adeonte Buscaglione |
|    | Italia (bandiera) | D     | Aldo Langella       |
|    | Italia (bandiera) | D     | Sergio Persia       |
|    | Italia (bandiera) | C     | Davide Boni         |
|    | Italia (bandiera) | C     | Giuseppe Calliero   |
|    | Italia (bandiera) | C     | P. Cerchi           |
|    | Italia (bandiera) | C     | Umberto Lena        |
|    | Italia (bandiera) | C     | Lino Oldoini        |
|    | Italia (bandiera) | C     | C. Risso            |
|    | Italia (bandiera) | C     | Gian Battista Rocca |
|    | Italia (bandiera) | A     | Umberto Bilancini   |

| N. |                   | Ruolo | Calciatore       |
| -- | ----------------- | ----- | ---------------- |
|    | Italia (bandiera) | A     | R. Casadei       |
|    | Italia (bandiera) | A     | Giovanni Comotti |
|    | Italia (bandiera) | A     | B. Franzoi       |
|    | Italia (bandiera) | A     | Giovanni Gentile |
|    | Italia (bandiera) | A     | F. Macelloni     |
|    | Italia (bandiera) | A     | U. Merchiori     |
|    | Italia (bandiera) | A     | Oscar Messora    |
|    | Italia (bandiera) | A     | Alberto Moizo    |
|    | Italia (bandiera) | A     | Agostino Oldoini |
|    | Italia (bandiera) | A     | G. Opisso        |
|    | Italia (bandiera) | A     | L. Schirinzi     |
|    | Italia (bandiera) | A     | Domenico Tadini  |